# 1844 au Bas-Canada
Cet article traite des événements survenus en 1844 au Canada-Est. 

## Événements
Durant l'hiver 1844, le gouvernement du Canada-Uni déménage de Kingston à Montréal. L'Assemblée et le Conseil législatif s'installent dans l'édifice du marché Sainte-Anne, situé place D'Youville. Le château Ramezay reçoit les bureaux du gouvernement tandis que la résidence du gouverneur est aménagée au domaine de Monkland.
Selon le recensement de 1844, le Bas-Canada compte alors 690 782 habitants.

### Janvier
- Denis-Benjamin Viger publie une brochure sur la crise ministérielle ayant mené au départ de Louis-Hippolyte La Fontaine[3].

### Septembre
- 24 septembre : déclenchement des élections législatives.

### Novembre
- 12 novembre : Retour des « brefs » d'élections. Le groupe des Canadiens français dirigé par Louis-Hippolyte La Fontaine remporte une majorité de sièges au Bas-Canada avec 28 députés élus. Denis-Benjamin Viger, favorable au gouverneur Charles Metcalfe, est défait dans son comté. À Montréal, l'armée doit intervenir pendant la campagne électorale et elle dispose des canons près des bureaux de vote[1].

### Décembre
- 17 décembre : Fondation de l'Institut canadien de Montréal[4].